# 善心寺
善心寺（ぜんしんじ）は、東京都文京区大塚に所在する、法華宗陣門流の寺院。長清山、守慶院と号する。

## 歴史
新潟県三条市の本成寺（法華宗陣門流総本山）の末寺で、法華宗陣門流関東教区に属する。
寛永8年（1631年）に、大河内善兵衛政勝によって麻布日ケ窪（現在の東京都港区六本木）に創建される。開山は守慶院日栄上人（寛文2年5月29日没）。大河内政勝の母は、法華経篤信の大久保忠員の娘であり、大久保忠世、大久保忠佐、大久保忠為、大久保忠長、大久保忠教とは兄妹に当たる。善心寺の名前の大河内政勝の戒名である善心院殿日浄居士（寛永17年6月24日没）に由来する。大河内善兵衛政勝は実子はおらず、大久保彦左衛門忠教の四男である大八郎（のち善兵衛)政雄が大河内家の養子となる。
第2世寿要院日住上人（元禄9年11月3日没）の代の延宝年間（伝　延宝6年）に、大久保八良左衛門忠隆（大久保忠教の孫）により、大久保家の下屋敷があった大塚の現在地を寄進されて移転。元禄10年10月17日（1697年）には小日向・牛込・番町・麹町一帯を焼く火災（元禄の大火と呼ばれる火災のひとつ）の火元となった。
以後、大久保氏などの庇護を受けつつ諸堂が整備された。
第19世融妙院日完上人（慶応4年1月17日没）在住中の嘉永元年（1848年）には、火事で類焼した。日完上人は、幕府の要人と多く交流があり、消失前の書院は二階建てで、老中の会議がしばしば行われていたと伝えられる。翌嘉永2年（1849年）、本堂・庫裏を再建する。日完上人はその後関東本山格である丸山（現在は巣鴨に移転）本妙寺に晋山した。
大塚の地は江戸時代には閑静な別荘地帯であったが、小高い尾根（現　春日通り）沿いにあったこの寺からは、富士山が眺められる素晴らしい景観であったと伝えられている（境内地に並行する坂に富士見坂の別称あり）。大塚に移転した当初より、本堂は西向きで坂下通りに山門があり、坂の中腹の本堂を参詣していたが、幕末に至り現在の山門前の春日通りが本通りになったため、本堂を東向きに改めた。
第26世大悟院日襄上人（昭和57年4月30日没）の時代に納牌堂を建立する。

## 境内
境内には大賀ハス（古代ハス、縄文ハス）が植えられており、毎年6月終わりから7月初めにかけて花を咲かせる。日襄上人の俗弟が、大賀ハス発見者である大賀一郎研究室に勤務していた縁によるものである。

## 寺宝等
- 十界勧請大曼荼羅像（本尊）
- 鬼子母神像
- 十羅刹女像
- 三十番神像

## 著名人墓所
- 栗本鋤雲
- 青木誠四郎